# Gare de Yaoundé
La gare de Yaoundé est une gare ferroviaire camerounaise, située en centre-ville de Yaoundé, capitale du pays.
C'est une gare Camrail.

## Situation ferroviaire
La gare de Yaoundé est située au point kilométrique PK 265 du Transcamerounais, entre les gares de Mvolyé et d'Obala.

## Histoire
Le rail atteint la ville de Yaoundé en 1927, la première gare est inaugurée en 1928. Le quartier commercial autour de la gare abrite la maison de commerce King, la première scierie, la Maison Belton, s'installe près du terminus de la voie ferrée en 1927. Après 1930 viennent les factoreries : Chidiac, Delioux, Papadopoulos. La nouvelle gare est inaugurée en 1974.

## Service des voyageurs

### Accueil
Gare Camrail, elle dispose d'un bâtiment voyageurs avec hall d'attente et guichets. Elle est équipée du Wi-Fi. Une galerie marchande est installée devant la gare.

### Desserte
Yaoundé est desservie exclusivement par des trains de la Camrail. Malgré sa situation intermédiaire à la jonction des branches ouest et nord du Transcamerounais, il s'agit d'une gare terminus. Elle est le départ et l'arrivée des trains des lignes Douala-Yaoundé (branche ouest) et Yaoundé-Ngaoundéré (branche nord).

### Intermodalité
Un parking pour les véhicules y est aménagé.

## Service des marchandises
Le terminal fret, situé à 1 km au nord de la gare voyageurs, dispose  de quais, de hangars et d'un parking pour les camions. Il abrite également l'atelier de maintenance pour la région et sert de gare de triage.
C'est le principal point d'approvisionnement pour Yaoundé et sa région. Y débarquent les produits importés par voie maritime après leur transit par le port autonome de Douala (les produits pétroliers issus de la raffinerie de Limbé sont livrés à Yaoundé à la gare de Mvolyé). Venant d'Edéa, les tôles et plaques d'aluminium produits par Alucam ainsi que les produits importés par voie maritime après leur transit par le port de Kribi.
Venant de la branche nord du Transcamerounais, le bétail (dont une partie importante est cependant débarquée à Obala) et le coton produits dans tout le Cameroun septentrional et au Tchad, le bois produit dans l'Est du Cameroun (après transit à Bélabo), le sucre produit par la Sosucam à Mbandjock et à Nkoteng, ainsi que les produits vivriers venus de la Haute-Sanaga et de la Lékié.
Le terminal fret de Yaoundé embarque des produits manufacturés en direction du Cameroun septentrional et du Tchad. On y charge également des produits vivriers et du bétail à destination de Douala, de l'Ouest du Cameroun et du Gabon (transport par voie routière dans les deux derniers cas).
La gare de triage dispose de six voies. Les convois sont composés à l'aide de locomotives de manœuvre BB1000.